# Temple Grandin
Temple Grandin (Boston, 29 agosto 1947) è un'attivista ed etologa statunitense, professoressa associata della Colorado State University, una delle più famose personalità con diagnosi di spettro autistico.
La Grandin è molto nota anche per la sua attività di progettista di attrezzature per il bestiame.

## Biografia
Nata dall'unione tra Richard McCurdy Grandin (1914-1993) ed Anna Eustacia Purves (1926-2014), scrittrice e artista figlia di Mary Temple Bradley (1898-1996) e John Coleman Purves (1896-1980), co-inventore, nel 1930, del sistema di aviazione con pilota automatico, Temple Grandin venne al mondo in un periodo in cui la sindrome autistica era relativamente poco conosciuta. Essendole stato diagnosticato un danno cerebrale all'età di due anni, fu ospitata in una scuola materna strutturata per tali casi, dove a suo dire fu seguita da buoni insegnanti.
Parecchi anni più tardi fu accertata come una persona con autismo (formalmente la diagnosi era la sindrome di Asperger, disturbo dello spettro autistico "ad alto funzionamento").
Afferma di considerarsi fortunata per aver goduto di un buon supporto sia al tempo in cui frequentava la scuola primaria che successivamente.

### Personalità e impegno sociale
Grandin iniziò ad essere conosciuta dopo che Oliver Sacks la descrisse nel suo racconto Un antropologo su Marte, il cui titolo riprende la definizione della stessa Grandin circa il suo modo di sentire le persone neurotipiche. Grandin è stata ospite dei più importanti programmi televisivi nazionali e ha scritto articoli per riviste come Time, People, e Forbes, e quotidiani come il New York Times. È stata il soggetto di un documentario della Horizon (BBC) e di un film della HBO (2010) diretto da Mick Jackson ed interpretato da Claire Danes.
Sulla base della sua personale esperienza ha invocato l'intervento ed il supporto di insegnamenti che possano risolvere le problematiche dei bambini autistici, combattendo comportamenti inadatti per altri più adeguati. Ha raccontato di essere  ipersensibile ai rumori e ad altri stimoli sensoriali e di provare il bisogno di trasformare ogni cosa in immagini visive. Secondo Temple il suo successo nel lavoro di progettista dipende proprio dalla sua condizione di autistica. È a partire da tale condizione infatti che riesce a soffermarsi su dettagli minutissimi ed è in grado di utilizzare la memoria visuale come fosse un supporto audiovisivo, sperimentando mentalmente le diverse soluzioni da adottare. In tal modo riesce a prevedere anche le sensazione che proveranno gli animali sui quali verrà utilizzata l'attrezzatura.
Grandin è considerata un'importante attivista del movimento dei diritti delle persone autistiche dai quali a sua volta è frequentemente citata. Il suo merito principale è stato quello di presentare il punto di vista delle persone autistiche, contribuendo in tal modo all'affinamento di metodologie di intervento più adatte a supportare le persone con questo funzionamento. Tuttora la Grandin assume antidepressivi e utilizza una speciale apparecchiatura (hug machine) da lei ideata all'età di 18 anni: si tratta della cosiddetta “macchina degli abbracci” che l'ha resa famosa. L'idea le venne osservando l'effetto calmante, sugli animali in procinto di essere visitati o vaccinati dal veterinario, di una arla di travaglio, nella quale l'animale sottoposto a pressione profonda non riesce a girarsi; sperimentò quindi uno strumento analogo sui bambini autistici, scoprendo che, in quella condizione, il bambino si lasciava abbracciare. Per questo la chiamò la macchina degli abbracci.

## Curiosità
- La macchina degli abbracci di Temple Grandin è citata, oltre che nel film a lei dedicato, anche in altre tre serie televisive: in Modern Family, in The Big Bang Theory e in Grey's Anatomy.